# 圭亞那銹牙脂鯉
圭亞那銹牙脂鯉，為輻鰭魚綱脂鯉目脂鯉亞目脂鯉科的其中一個種。分布於南美洲托坎廷斯河及亞馬遜河流域，體長可達12公分，棲息在森林覆蓋且靜止的水域，生活習性不明。